# Cihapit
Cihapit is een bestuurslaag in de stadsgemeente Kota Bandung van de provincie West-Java, Indonesië. Cihapit telt 4205 inwoners (volkstelling 2010).